# Кјузеларо-Верна (Торино)
Кјузеларо-Верна је насеље у Италији у округу Торино, региону Пијемонт.
Према процени из 2011. у насељу је живело 100 становника. Насеље се налази на надморској висини од 232 м.